# Trypostega venusta
Trypostega venusta is een mosdiertjessoort uit de familie van de Trypostegidae. De wetenschappelijke naam van de soort is, als Lepralia venusta, voor het eerst geldig gepubliceerd in 1864 door Norman.